# Bénia Tchkhikvichvili
Bénia Tchkhikvichvili (de son vrai prénom Benjamin, en géorgien ბენიამინ ჩხიკვიშვილი, né en 1880 et mort en 1924) est un homme politique géorgien, président de la République de Gourie (1905-1906), ayant occupé différents postes de direction durant la République démocratique de Géorgie (1918-1921) et exécuté par les autorités soviétiques . 

## Biographie
Il reçoit son instruction à l’école de Tchokhataouri et s’implique jeune dans le mouvement social-démocrate géorgien qui a pris naissance durant les années 1890. 

### La République de Gourie
Lors de la révolution de 1905 contre l’Empire russe du tsar  Nicolas II, il participe à la direction du mouvement insurrectionnel : l’un de ses faits d’armes, avec Nestor Kalandarichvili, est la victoire à la bataille de Natsakirali. 
Ses talents oratoires lui permettent de soulever toute la province de Gourie : il est élu président de l’exécutif par le parlement provisoire de la République de Gourie, autoproclamée, recueillant 958 voix sur 970. Il résiste 6 mois, et doit cesser le combat après l’intervention d’un régiment de Cosaques venu rétablir l’ordre.

### Le bagne
Il entre dans la clandestinité, est arrêté, jugé à Odessa en 1908 et condamné au bagne à perpétuité (ou pour une durée de 4 ans selon les sources).

### La République démocratique de Géorgie
Il est libéré par la révolution de février 1917  à Petrograd et rejoint la Géorgie. Après l’échec de la République démocratique fédérative de Transcaucasie, le 26 mai 1918, il intègre le premier cercle de la République démocratique de Géorgie. 
Bénia Tchkhikvichvili occupe différentes responsabilités, il est d’abord membre désigné de l’Assemblée parlementaire provisoire et ensuite élu à l’Assemblée constituante (1918- 1921), il devient en parallèle maire de Tiflis (1919-1920), gouverneur du district de Batoumi (1920) et vice-ministre de l’Intérieur (mars 1921, lors de l’invasion du territoire géorgien par les armées de la Russie soviétique).
Selon le journaliste suisse Jean Martin : « Il y a une analogie remarquable dans le caractère, dans les méthodes politiques, dans le genre de personnalité du gouverneur de Batoumi, M. Tchkhikvichvili, et du ministre de l'Intérieur, M. Ramichvili. Tous deux en contact immédiat avec le peuple, dont ils sont issus et dont ils sont aimés, ils savent faire preuve d'une sévérité impitoyable contre les éléments du désordre, et utiliser, dans les cadres civils comme les cadres militaires, tous ceux qui ont acquis l'expérience du commandement sous l'ancien régime russe ».

### L’exil en France
Il prend le chemin de l’exil avec la classe politique, d’abord vers Constantinople, puis vers la France, à Leuville-sur-Orge, à l’époque dans le département de Seine-et-Oise: il y devient le copropriétaire d’un domaine acheté avec l’argent géorgien.    
Homme affable, Bénia Tchkhikvichvili s’intègre à la population leuvilloise : les photos de l’époque le montrent dans les rues du village, partageant une voiture hippomobile avec la Reine du Carnaval et ses dauphines,.

### La clandestinité en Géorgie et la mort
En mai 1924, il retourne clandestinement en Géorgie afin de préparer une insurrection nationale.
Le 25 juillet, il est arrêté par les autorités soviétiques avec un groupe de conjurés (Vasso Nodia, Goguita Parava et Guiorgui Tsinamrvrichvili) et conduit à la prison de Souzdal où il retrouve l'ancien ministre Noé Khomériki lui aussi entré clandestinement sur le territoire géorgien : ils sont ensuite transférés à la Guépéou de Moscou, avant d'être exécutés dans la région de Rostov, en un lieu tenu secret .